# Мисник Валерій Миколайович
Вале́рій Микола́йович Ми́сник (народився 23 лютого 1971) — полковник Збройних сил України, учасник російсько-української війни.

## З життєпису
Станом на липень 2015-го — голова Полтавського обласного осередку Всеукраїнського союзу ветеранів АТО. Також начальник Полтавського зонального відділу Військової служби правопорядку.
На виборах до Полтавської обласної ради 2015 року балотувався від партії «УКРОП». На час виборів проживав у Полтаві, був начальником Полтавського зонального відділу Військової служби правопорядку.

## Нагороди
За особисту мужність, сумлінне та бездоганне служіння Українському народові, зразкове виконання військового обов'язку відзначений — нагороджений
- 10 жовтня 2015 року — орденом Богдана Хмельницького III ступеня.